# Индукција порођаја
Индукција порођаја (ИП) или индуковани порођај јесте скуп процедура чији је циљ вештачко изазивање контракција материце са намером да се изазове порођај у најприкладније време за мајку и фетус. У већини западних земаља процењује се да је приближно један д четири порођаја изазван индукцијом, а спроводен је простагландином, често у комбинацији са окситоцином. На одлуку о индукцији порођаја утиче правилна процена карактеристика грлића материце.

## Анатомија и физиологија
Материца се састоји од тела и грлић материце, при чему се тело састоји од глатких мишића, а грлић материце претежно колагена. Грлић материце пролази кроз динамичке промене током трудноће и порођаја, као што су скраћивање, стањивање и ширење. Имајући оово у виду механичке и фармаколошке методе индукције порођаја могу се користити да се ове физиолошке промене на грлићу материце медиицински изазову. 

## Клинички значај
Индукција порођаја представља прилику да се интервенише у трудноћи која је у току са намером да се утиче на време порођаја у корист мајке или фетуса. Постоје ригорозна истраживања која су објављена и настављају да се објављују о безбедности индукције порођаја и мајке и фетуса, посебно што се тиче стопе царског реза. Даљим доказима врхунског квалитета требало би да се утврде безбедносни аспекти који задовољствају све интерсе новорођенчаета и мајке.

## Индикације
Индикације за индукцију порођаја могу се поделити на медицинске и логистичке (ситуационе).

### Медицинске
Индикације за ИП  у зависности од акушерске и медицинске историје пацијента могу бити:
- касно превремене,
- рано терминске,
- касно терминске
- после термина порођаја.

Индукција порођаја је индикована када се сматра да су исходи за фетус, мајку или обоје бољи него код исчекивања, односно чекања на спонтани почетак порођаја.  Према препорукама Америчког колеџа акушера и гинеколога  листу препорука о времену порођаја, са неким од најчешћих клиничких сценарија чине ове индикације:
- Олигохидрамнион са временом од 36  до 37  недеља гестације
- Ограничење интраутериног раста фетуса, без абнормалног Доплера, са временом од 38   до 39  недеља гестације
- Ограничење интраутериног раста фетуса, са одсуством крајњег дијастолног протока, са временом од 34  недеље гестације
- Ограничење интраутериног раста фетуса, са обрнутим енд-дијастолним протоком, са временом од 32 недеље гестације
- Хронична хипертензија, не узимајући лекове, са временом од 38 до 39  недеља гестације
- Гестацијска хипертензија са временом од 37  недеља гестације или у време дијагнозе ако се дијагностикује касније
- Прееклампсија без тешких карактеристика са временом у 37  недеља гестације или у време дијагнозе ако се дијагностикује касније
- Прееклампсија са тешким карактеристикама са временом у 34  недеља гестације или у време дијагнозе ако се дијагностикује касније
- Прегестацијски дијабетес добро контролисан, са временом од 39  до 39   недеља гестације
- Гестацијски дијабетес (ГДМ), исхрана или вежба под контролом, са временом од 39  до 40   недеља гестације
- Преурањена препорођајна руптура мембрана  са временом од 34   недеље гестације или у време дијагнозе ако се дијагностикује касније. Касно термин са временом од 41   до 41  недеља гестације
- Абруптио плацентае
- Хориоамнионитис
- Интраутерина смрт фетуса (ИУФД)

### Логистичке
Порођај се такође може изазвати из логистичких разлога, као што су:
- ризик  од брзог порођаја,
- велика удаљеност од болнице,
- психосоцијалне индикације.

У таквим околностима треба утврдити зрелост плућа фетуса. У недостатку одговарајућих клиничких околности, резултат теста плућа зрелог фетуса пре 39 недеља гестације није индикација за порођај.

## Контраиндикације
Контраиндикације за ИП укључују  следећа стања:
- васа превиа или плацента превиа
- попречна презентација фетуса
- пролапс пупчане врпце
- историја претходног класичног царског реза
- активна херпес инфекција
- претходна миомектомија која је пробила ендометријалну шупљину.

## Методе
Као део индукционог процеса, може се урадити механичка дилатација Фолијевим катетером или са катетером са двоструким балоном који се провлачи кроз спољашњи и унутрашњи цервикални канал. 

### ИП Фолијевим катетером
Након пласирања катетера балон се  пуни са између 30 мЛ и 80 мЛ  физиолошког  раствора како би балон врши притисак на унутрашњост грлића материце и тиме изазвао проширења лумена грлића материце.

### ИП катетер са двострукум балоном
Код двоструког балона,  један балон врши притисак на унутрашњи отвор цервикса док други врши притисак на спољашњи отвор цервикаса. Оба балона се могу напунити различитим запреминама физиолошког раствора. Без обзира да ли се користи Фолијев или Куков катетер, оба уређаја се генерално уклањају када је проширење грлића материце три до четири центиметра. Осмотски дилататори су такође доступни у различитим величинама и постављају се у цервикални отвор.

### ИП мисопростолом
За сазревање грлића материце са мисопростолом, постоји низ доза и путева примене, као што су орално, вагинално или сублингвално. Дозе мисопростола се крећу од 25 микрограма (мцг) до 50 мцг. Ако се ИП планира у условима интраутерине смрти фетуса у другом тромесечју, АЦОГ подржава веће дозе простагландина као што је 400 мцг свака три сата за највише пет доза.    ПГЕ2 (динопростон) је доступан као вагинални уметак и формулација гела. Формулација гела је доступна у количини од 0,5 мг, а уметак је 10 мг.

### ИП синтоциноном
Даље фармаколошке методе укључују синтоцинон, који се примењује интравенозно у различитим режимима дозирања.   Дозирање се често титрира тако да су контракције у размаку од два до три минута да изазову проширење грлића материце. 

### Амниотомија
Амниотомија је метода за изазвање пуцања водењака код прворотке којој је индукован порођај како би се смањили време порођаја за 10%. Изводи се са "амнио куком"  и може се обавити сваки пут када је грлић материце проширен и ради се на основу одлуке лекара. Фактори који се узимају у обзир пре амниотомије укључују, али нису ограничени на фетус и не захватају главу фетуса, стање пацијента и ниво бола у време амниотомије.

## Компликације
Све више жена на глобалном нивоу има превремени порођај, а индикације често нису хитне. То значи да безбедносни аспекти индукционих метода постају важнији, иако би то могло бити на штету ефикасности. 
Механичке методе би могле имати предности у односу на фармаколошке јер су широко доступне, ниске су цене и могу имати мање нежељених ефеката, као што су прекомерне контракције материце (хиперстимулација материце). Ово би потенцијално могло бити сигурније за бебу, јер ако су контракције предуге или веома близу једна другој, беба можда неће добити довољно кисеоника. 
Фармаколошка индукција може изазвати тахисистолу материце, са више од пет контракција за десет минута. Тахисистола може довести до успоравања фетуса или брадикардије. На ту тему много литературе у којој се наводе ризицима од тахисистоле материце са простагландинима.
У компликације ИП спадају и:
- интрапартално вагинално крварење,
- присуство амнионске течности обојене меконијумом,
- пролапс пупчане врпце,
- бол који није уклоњен регионалном анестезијом,
- раздеротине перинеума
- постпорођајно крварење,
- хориоамнионитис
- постпартални ендометритис.[14]